# غابات جزر القمر
غابات جزر القمر هي منطقة بيئية أرضية تغطي جزر القمر، التي تقع في قناة موزمبيق بين مدغشقر وشرق أفريقيا. تشمل هذه الجزر أربع جزر رئيسية هي: جزيرة القمر الكبرى، وأنجوان، وموهيلي، التابعة لاتحاد جزر القمر، ومايوت، وهي مقاطعة ومنطقة في فرنسا.
أهم مايميز هذه الجزر البركانية غناها بالحياة البرية والأنواع المتوطنة بما في ذلك أربعة أنواع من الطيور المهددة بالانقراض والتي تعيش على جبل كارثالا، البركان النشط الكبير في جزيرة القمر الكبرى.

## الجغرافيا
جزر القمر هي جزر بركانية الأصل. مايوت هي الجزيرة الأقدم والأكثر شرقية، إذ يبلغ عمرها أكثر من 8 ملايين سنة. تحتوي على جزيرة مركزية واحدة، تُعرف باسم جراند تير أو ماوري (368 كم 2 )، وتحتوي على عدة جزر صغيرة أخرى. أعلى نقطة في مايوت هي جبل بنارا على ارتفاع 660 متراً. يوجد في منطقة غراند تير ساحل عميق مع العديد من الخلجان وشبه الجزر والرؤوس الصخرية، وهي موطن لمعظم أشجار المانغروف في جزر القمر. تحيط بجزيرة مايوت بحيرة كبيرة محاطة بحاجز مرجاني واسع النطاق.
أنجوان (ندزواني) منطقة جبلية، بها وديان محفورة بعمق وتلال حادة. تبلغ مساحتها 424 كم 2 ، وأعلى قممها هي جبل نترينجوي (1595 متراً) وجبل تريندريني (1474 متراً). وهي جزيرة ذات كثافة سكانية عالية، حيث يعيش معظم الناس في السهل الساحلي الضيق أو في الوديان الداخلية.
تتمتع موهيلي (موالي) بتضاريس وعرة، مع سلسلة من التلال الممتدة من الشرق إلى الغرب على طول الجزيرة والعديد من وديان الجداول الصغيرة. في سن 211 كم 2 وهي أصغر الجزر الرئيسية. أعلى قمة هي جبل مليدجيلي (790 م) في الجزء الغربي من الجزيرة. تحتوي الجزيرة على شعاب مرجانية هامشية واسعة على طول الشاطئ الجنوبي، وترتفع ثماني جزر صغيرة بشكل حاد من البحيرة.
القمر الكبرى (نغازيدجا) هي الأكبر (1025) كم 2 ) والجزيرة الأكثر غربًا، أهم مايميزها النشاط البركاني الأحدث. هناك قمتان بركانيتان في الجزيرة. جبل كارثالا (2361 م) هو أعلى قمة في الأرخبيل. يصل ارتفاع "لا جريل" في الطرف الشمالي من الجزيرة إلى 1087 متراً. التربة البركانية الشابة في جزر القمر الكبرى مسامية للغاية، وتتسرب مياه الأمطار بسرعة إلى الأرض بدلاً من إنشاء أنهار وجداول دائمة.

## مناخ
يكون مناخ الجزر مناخ استوائي رطب، مع موسم ممطر حار، يسمى كاشكازي، بين أكتوبر وأبريل. يمتد موسم الجفاف البارد، المسمى كوزي، طوال بقية العام. 

## النباتات

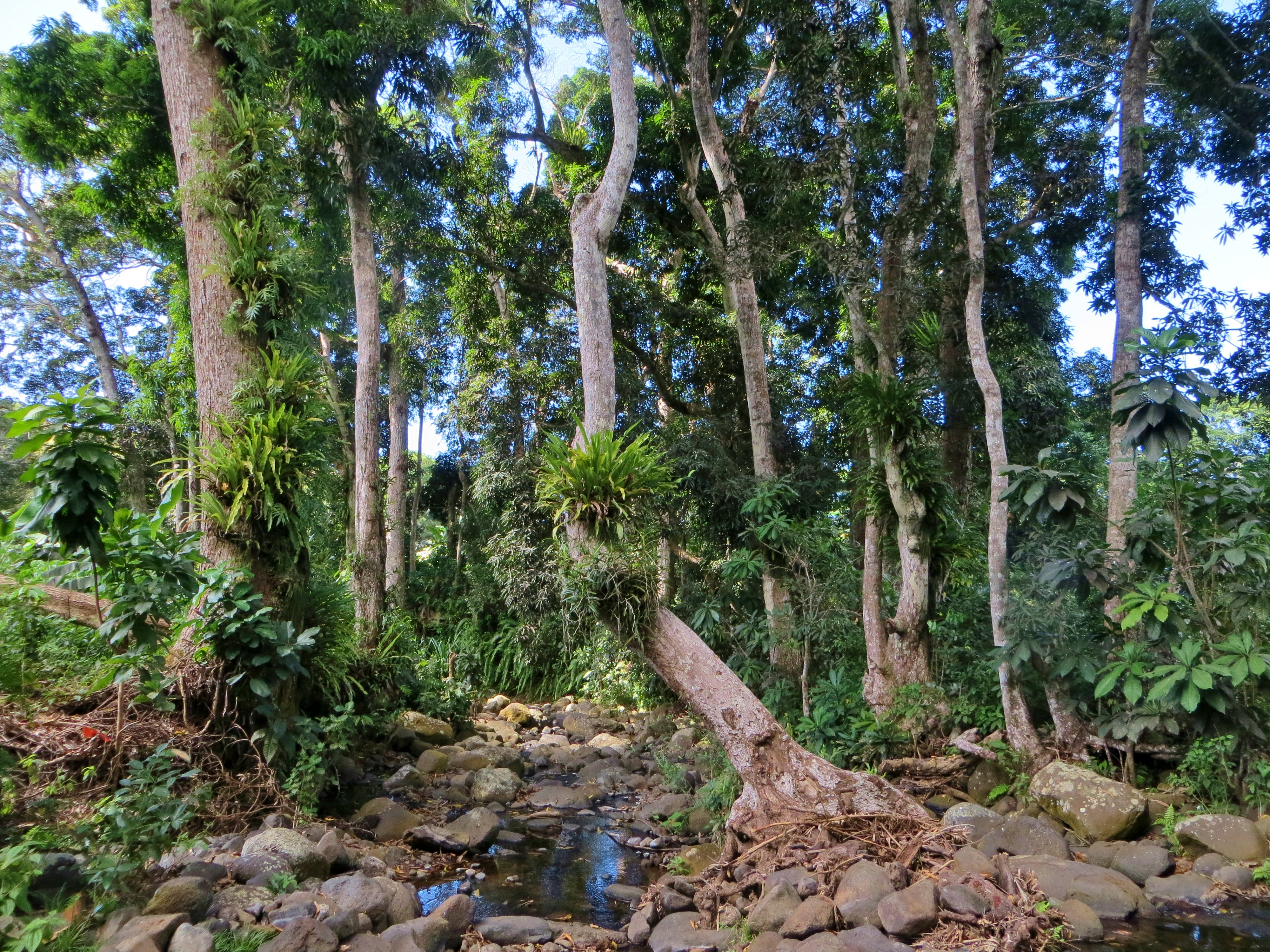
غابة نهرية بالقرب من باسامينتي، مايوت

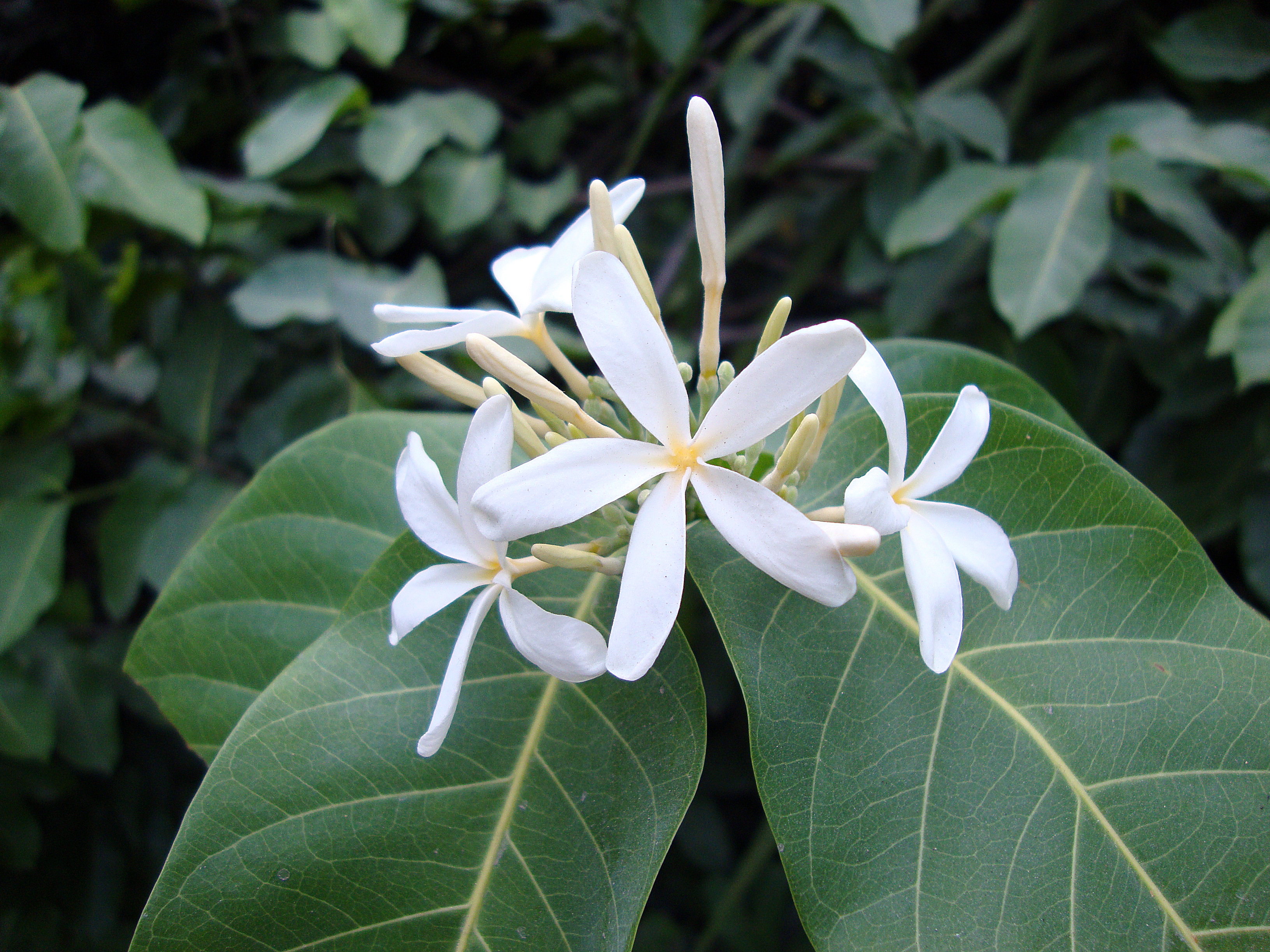
سابا كومورينسيس

في السابق كانت النباتات الطبيعية في الجزر عبارة عن غابات استوائية رطبة دائمة الخضرة، كانت تمتد من مستوى سطح البحر إلى ارتفاع 1800 متر. إزيلت معظم الغابات المنخفضة التي يصل ارتفاعها إلى 500 متر وأعلى، ولكن لا تزال هناك مناطق من الغابات الجبلية السليمة نسبيًا في جزر القمر الكبرى وأنجوان وموهيلي، كما توجد غابات جبلية ثانوية في جميع الجزر الأربع. تشمل الغابات المتبقية البارزة المنحدر الجنوبي لجبل كارثالا في جزيرة القمر الكبرى، وغابة مويا في أنجوان، وجبل مليدجيلي في موهيلي.
تنمو الأشجار المظلة في الغابات الجبلية السفلية حتى يصل ارتفاعها إلى 20 أو 30 مترًا. تشمل الأشجار المميزة Ocotea comorensis ، وKaya madagascariensis، و Olea capensis، و Gambeya boiviniana، و Prunus africana، و Filicium decipiens. تنتشر النباتات الطفيلية بكثرة، بما في ذلك الطحالب، وبساتين الفاكهة، والأشنة. تعتبر السرخس الشجري، بما في ذلك الأنواع المتوطنة Alsophila hildebrandtii و Alsophila kirkii ، من الأنواع الشائعة. في العديد من مناطق الغابات، حلت النباتات الغذائية المزروعة محل الطبقة السفلية الأصلية. في أنجوان تمتد الغابات الجبلية السفلى حتى ارتفاع 1200 متر.
الغابات الجبلية العليا لها مظلة منخفضة، يصل ارتفاعها عادة إلى أقل من 10 أمتار في أنجوان. تنتشر السرخس والليانا على نطاق واسع، كما تنمو بساتين الفاكهة والطحالب والأشنات كنباتات هوائية وفي الطبقة السفلى من الأشجار. تمتد الغابات الجبلية العليا إلى أعلى القمم في أنجوان، وحتى ارتفاع 1800 متر في جزيرة القمر الكبرى.
تنمو الأشجار المتقزمة والأراضي الحرجية، التي تهيمن عليها شجرة الخلنج العملاقة Erica comorensis، على ارتفاع يتراوح بين 1800 و2200 متر على جبل كارثالا، القمة البركانية المركزية في جزيرة القمر الكبرى. تحل الأراضي العشبية الجافة، بما في ذلك أنواع من البوا، والأجروستيس، والفستوكة، محل الأراضي الحرجية في المناطق التي تم إخلاؤها بسبب الحرائق الأخيرة.  توجد على القمة الصخرية مراعي جبال الألب الجافة ذات الأعشاب والنباتات المتناثرة.
أشجار المانجروف يكون انتشارها على طول السواحل، وخاصة في مايوت والساحل الجنوبي لموهيلي. الأنواع المميزة هي Rhizophora mucronata، و Bruguiera Gymnorhiza، و Avicennia Marina، و Sonneratia alba.

## التهديدات والحفظ
بلغ عدد سكان جزر القمر حاليا أكثر من 700 ألف نسمة، ومع تزايد هذا العدد تتعرض المزيد من الغابات إلى الأزالو من أجل الزراعة، مع تزايد ثورات البراكين والأعاصير التي تلحق المزيد من الضرر بالغابات، وتهدد أعداد الخفافيش المثمرة على وجه الخصوص.
24.9% من المنطقة البيئية تقع في مناطق محمية. تشمل المناطق المحمية منتزه كارثالا الوطني (262.14 كم 2 ) في جزيرة القمر الكبرى ومنتزه جبل نترينجوي الوطني في أنجوان. إنشئ المتنزهين الوطنيين في عام 2010، وهما يحميان معظم الغابات المتبقية في الجزر. في عام 2015، حدثت عملية توسعة لمنتزه موهيلي الوطني ليشمل حوالي ثلاثة أرباع مساحة موهيلي، بما في ذلك المناطق الحرجية المتبقية حول جبل مليدجيلي. صنفت بحيرة دزياني بودوني في موهيلي كموقع رامسار في عام 1995، وتم ضمها لاحقًا إلى الحديقة الوطنية. كما أن أجزاء من منتزهات كارثالا وجبل نترينجوي الوطنية هي أيضًا مواقع رامسار.
بحلول عام 2021، كان هناك 30 منطقة محمية في مايوت، بإجمالي 55 كم 2 أو 13.94% من مساحة مايوت البرية، و100% من مساحة مايوت البحرية. تشمل المناطق المحمية في جزيرة مايوت Pointes et plages de Saziley et Charifou ومحمية Ilôt Mbouzi الطبيعية الوطنية.
في 3 مايو 2021، أنشأت الحكومة الفرنسية المحمية الطبيعية الوطنية لغابات مايوت ( Réserve Naturelle Nationale des Forêts de Mayotte ). وتبلغ مساحة المحمية 2801 هكتارًا في 6 غابات جبلية، وتغطي 51% من غابات محمية مايوت و7.5% من إجمالي مساحة الأراضي في مايوت. تشمل المناطق المحمية جبل متسابيري ، وجبل كومباني ، وجبل بنارا ، وجبل تشونجي . الغرض من المحمية هو حماية الغابات الأولية المتبقية في الجزيرة، واستعادة الغابات الثانوية في الجزيرة، وحماية النباتات والحيوانات الأصلية في الجزيرة.

## زيارة المنطقة البيئية
جزيرة القمر الكبرى، يسيطر عليها جبل كارثالا، والذي يمكن تسلقها في يوم أو يومين، تعد الجزيرة الأكبر والأكثر تطوراً وتعتبر موقع المطار الدولي. يمكن الوصول إلى أنجوان بالقارب من جزيرة القمر الكبرى، والميزتان الموجودتان هنا هما جبل نترينجوي وبحيرة دزيالاندزي، وكلاهما مواقع مدرجة في قائمة رامسار. يمكن زيارة Saziley Point من قرية Dapani في مايوت، حيث يوجد مسار لمشاهدة الطيور عبر الغابة. موهيلي هي أصغر جزيرة وأكثرها هدوءًا، وتقع حديقة موهيلي الوطنية، موطن السلاحف البحرية والدلافين والحيتان، على خمس جزر صغيرة قبالة الساحل.

## أنظر أيضا
الحياة البرية في جزر القمر